# Nový Jičín
Nový Jičín (en allemand : Neutitschein) est une ville de la région de Moravie-Silésie, en Tchéquie, et le chef-lieu du district de Nový Jičín. Sa population s'élevait à 22 993 habitants en 2024.

## Géographie
Nový Jičín se trouve à 31 km au sud-ouest d'Ostrava, à 56 km à l'est d'Olomouc et à 263 km à l'est-sud-est de Prague.

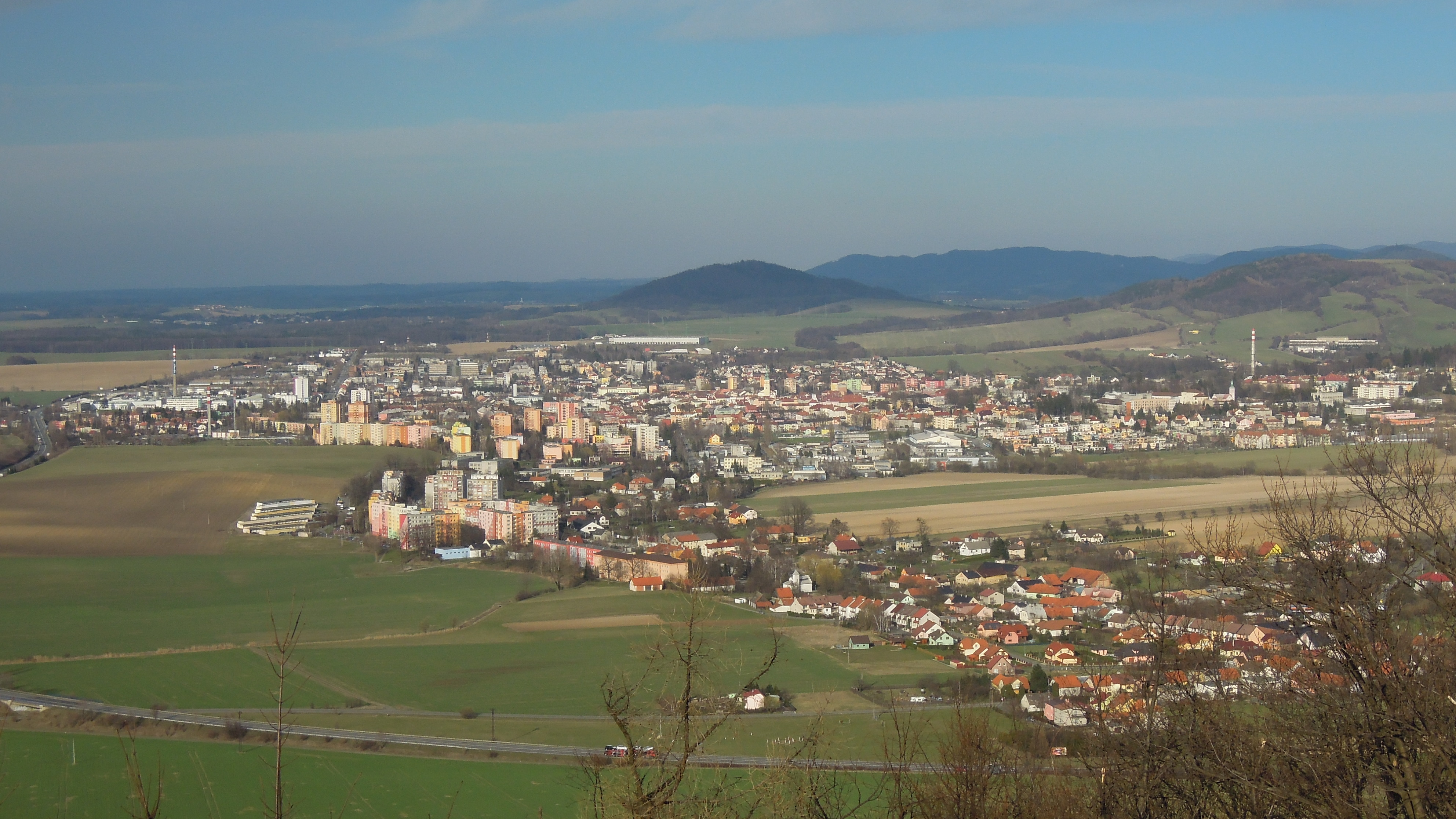
Vue aérienne de Nový Jičín.

La commune est limitée par Šenov u Nového Jičína au nord, par Rybí à l'est, par Životice u Nového Jičína, Hodslavice, Hostašovice et Lesná au sud, et par Starý Jičín et Bernartice nad Odrou à l'ouest.

## Histoire
On date la fondation de la ville en 1313, quand le roi Jean Ier de Bohême accorda au bourg de Nový Jičín (appelé ainsi pour le distinguer du château fort de Starý Jičín, non loin) une charte civique qui lui permettait de percevoir l'octroi.
À la Renaissance, la ville enrichie par l'industrie textile développée par la bourgeoisie protestante, rachète aux seigneurs de Žerotín son indépendance féodale et devient ville franche. Elle est par la suite durement affectée par la guerre de Trente Ans (incendiée par les armées catholiques impériales en 1621) puis par une épidémie de peste en 1623. Elle perd alors son indépendance et, dans le cadre de la Contre-Réforme, passe sous l'administration de l'ordre des Jésuites d'Olomouc jusqu'à la dissolution de cet ordre en 1773.
En 1775, la reine de Bohême Marie-Thérèse Ire, lui accorde le statut de ville libre.
Au XIXe siècle, la ville accueille une importante manufacture de tabac qui emploie 2 500 ouvriers.
La population, en majorité allemande, est en faveur de l’irrédentisme avec l'Autriche au moment de la création de la Tchécoslovaquie en 1918. La ville est rattachée au Reich à la suite des Accords de Munich entre 1938 et 1945. Après-guerre, la population germanophone est expulsée à la suite des décrets Beneš et la population réduite des deux-tiers.

## Population
Recensements (*) ou estimations de la population de la commune dans ses limites actuelles :
| 1869*  | 1880*  | 1890*  | 1900*  | 1910*  | 1921*  |
| ------ | ------ | ------ | ------ | ------ | ------ |
| 13 262 | 15 354 | 16 945 | 17 853 | 20 415 | 19 237 |

| 1930*  | 1950*  | 1961*  | 1970*  | 1980*  | 1991*  |
| ------ | ------ | ------ | ------ | ------ | ------ |
| 20 396 | 19 647 | 21 905 | 20 481 | 24 405 | 26 460 |

| 2001*  | 2011*  | 2015   | 2016   | 2017   | 2018   |
| ------ | ------ | ------ | ------ | ------ | ------ |
| 26 970 | 23 202 | 23 639 | 23 571 | 23 550 | 23 567 |

| 2019   | 2020   | 2021*  | 2022   | 2023   | 2024   |
| ------ | ------ | ------ | ------ | ------ | ------ |
| 23 496 | 23 260 | 22 656 | 22 813 | 23 015 | 22 993 |

## Patrimoine
En 1967, le centre-ville est déclaré zone historique protégée.

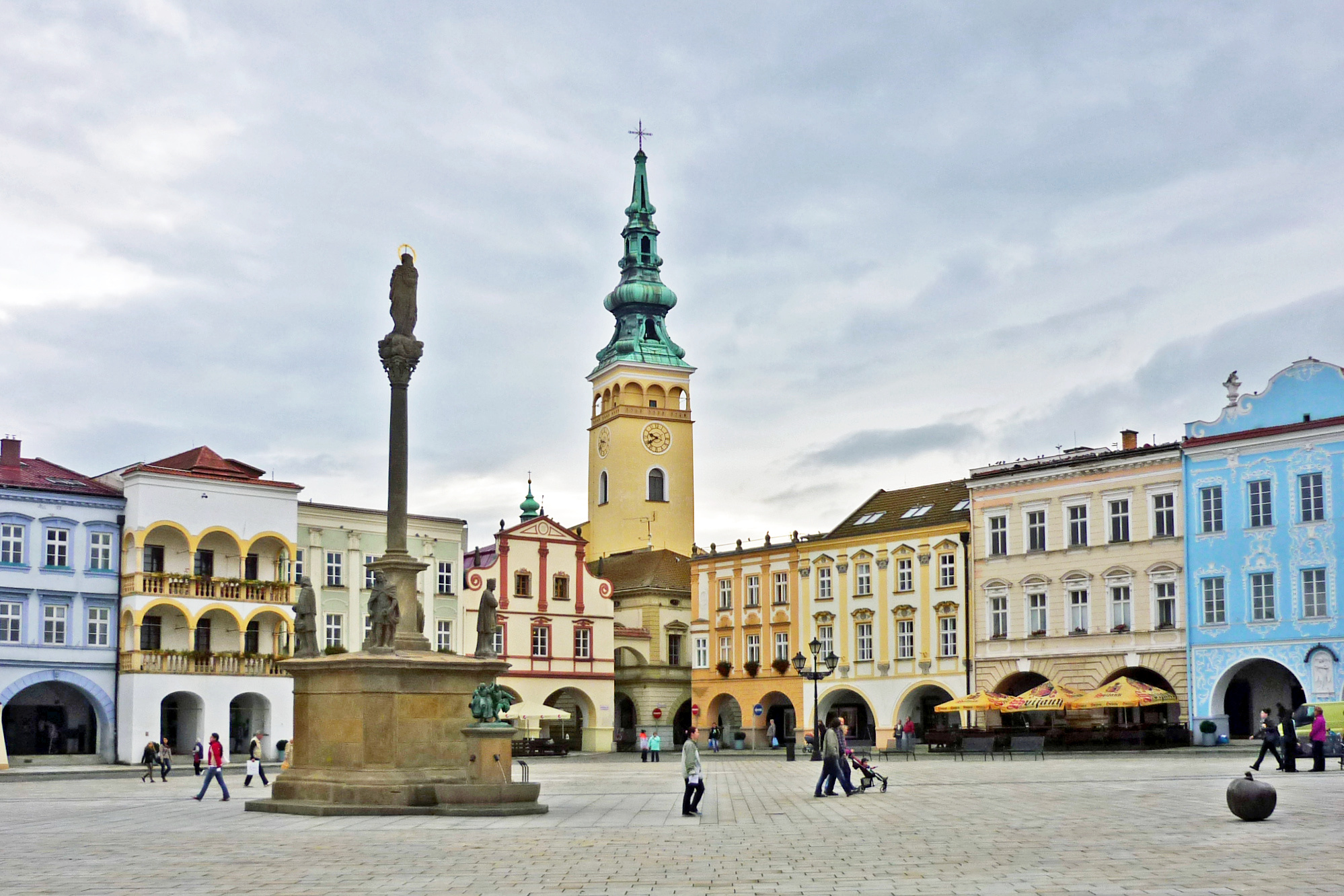
Place Masaryk.
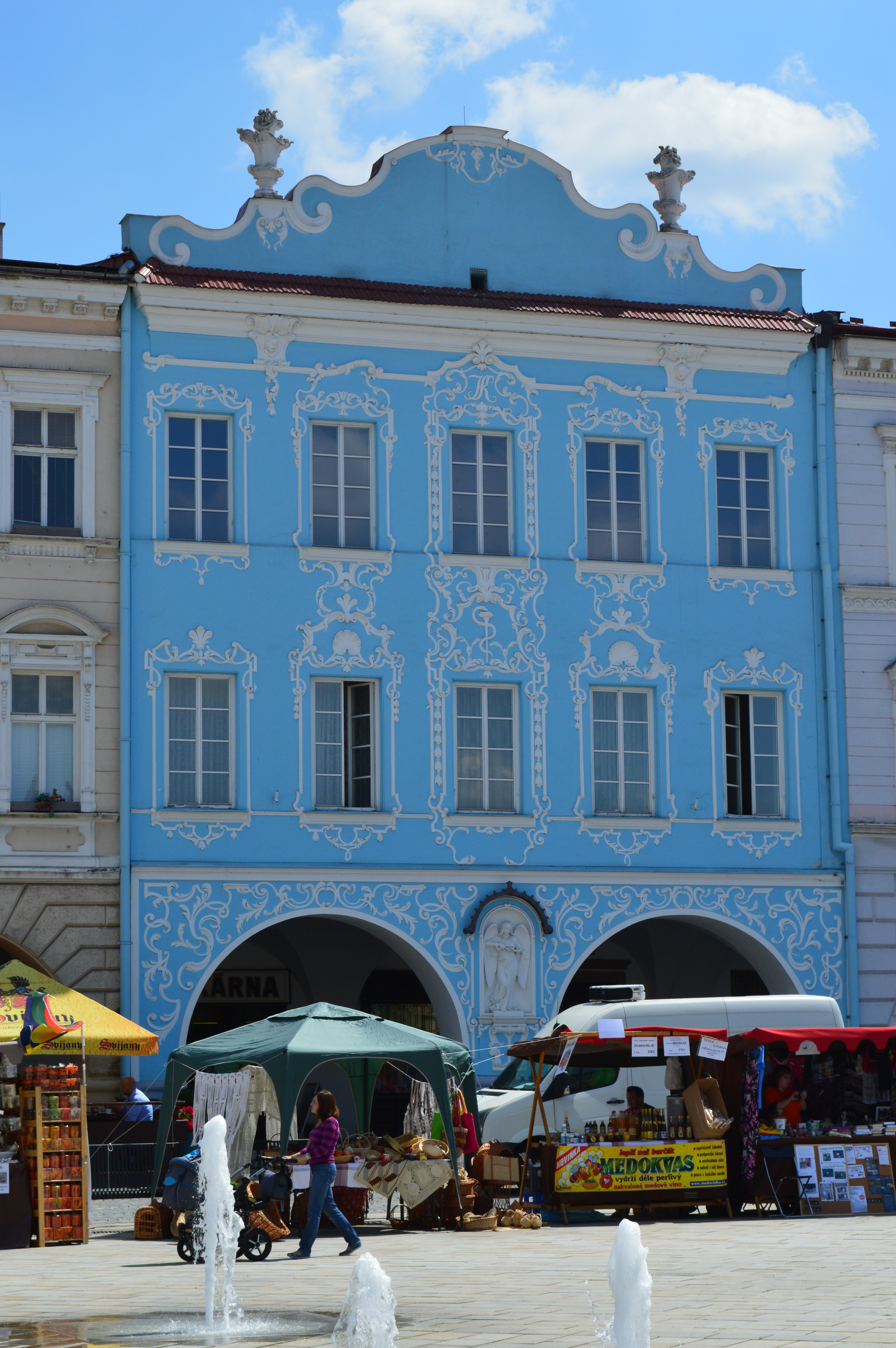
Immeuble de la place Masaryk.
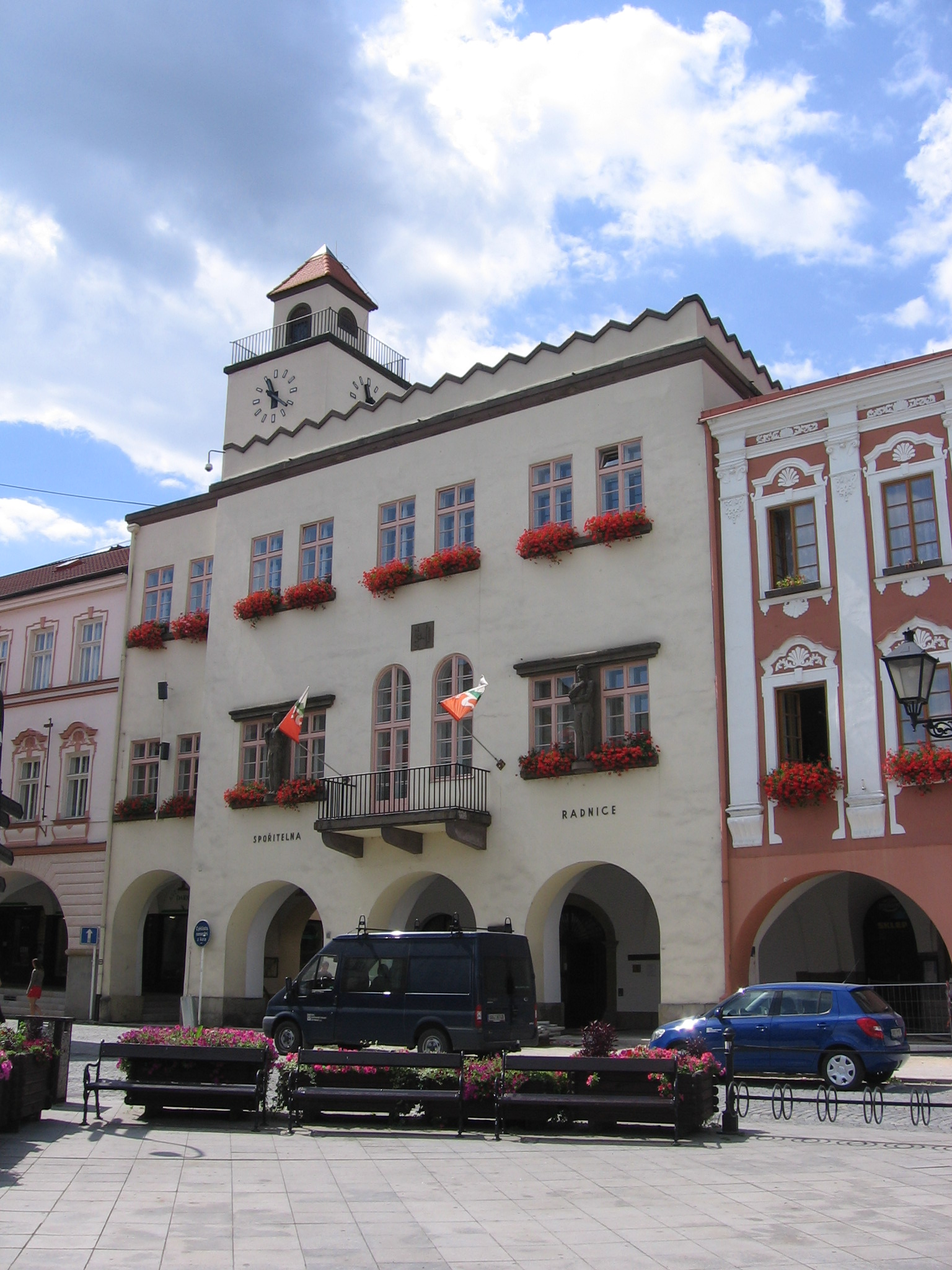
Nový Jičín : hôtel de ville.

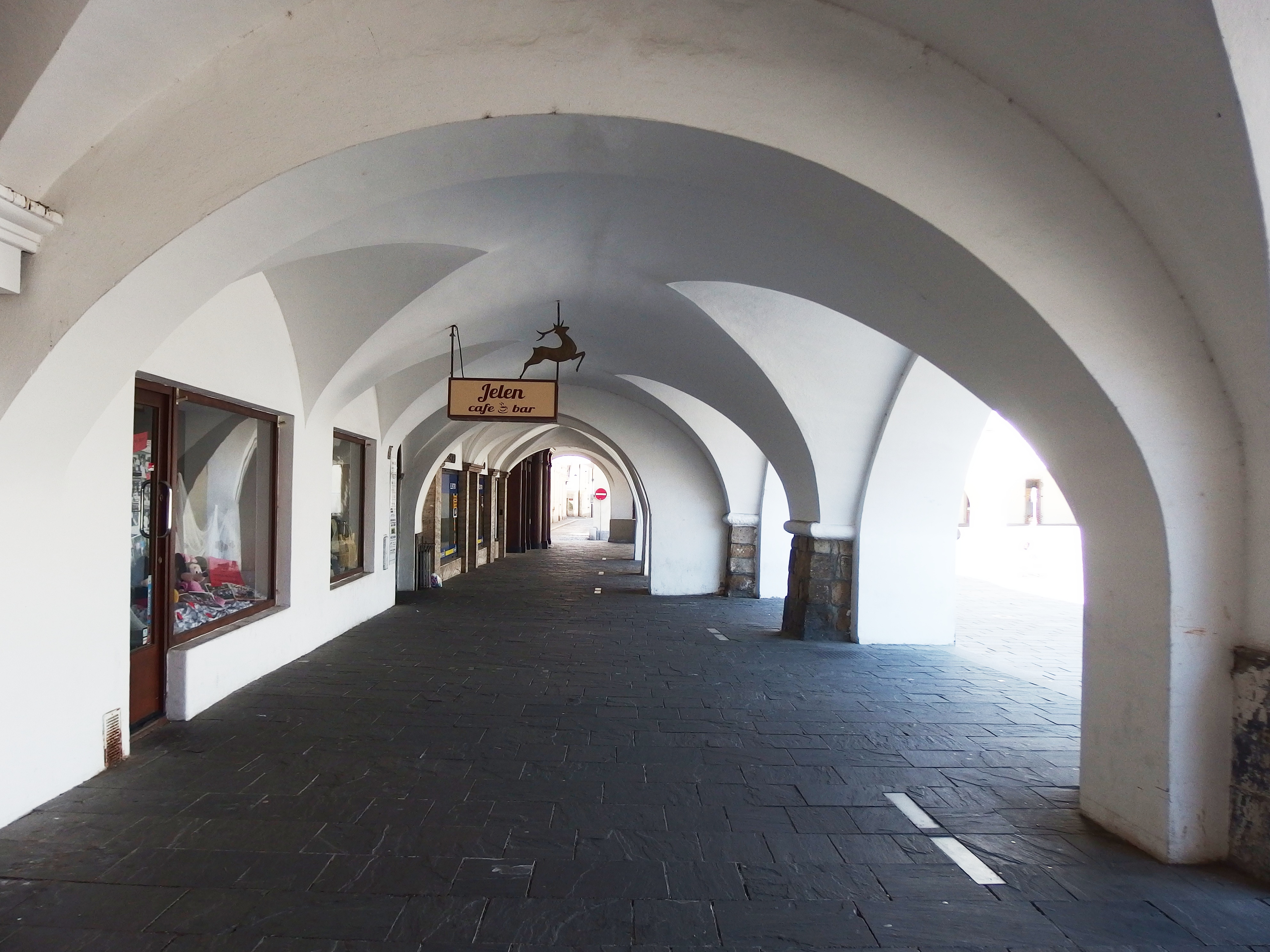
Place Masaryk : galerie sous arcades.

## Administration
La commune se compose de six sections :
- Bludovice
- Kojetín
- Loučka
- Nový Jičín
- Straník
- Žilina

## Personnalités
- Gregor Mendel (1822-1884), père de la génétique, naît à Vražné, non loin de la ville
- Anton Kolig (1886-1950), peintre autrichien
- Harun Farocki (1944-2014), cinéaste et photographe
- Alfred Neubauer (1891-1980), personnalité du sport automobile, surtout connu pour avoir dirigé l'équipe de course de Mercedes-Benz de 1926 à 1955, naît dans cette ville
- Max Mannheimer (1920-2016), survivant de la Shoah, auteur de livres sur l'Holocauste et peintre

## Transports
Par la route, Nový Jičín se trouve à 30 km de Frýdek-Místek, à 41 km d'Ostrava, à 64 km d'Olomouc et à 326 km de Prague.

## Jumelage
La ville de Nový Jičín est jumelée avec :
- Vénissieux (France)
- Épinal (France)
- Görlitz (Allemagne)
- Kremnica (Slovaquie)
- Ludwigsbourg (Allemagne)
- Novellara (Italie)
- Świętochłowice (Pologne)